# Muzej zgodovine Moskovske državne univerze
Muzej zgodovine Moskovske državne univerze (rusko Музей истории МГУ) je znanstveno-raziskovalna ustanova, ki deluje v okviru Moskovske državne univerze; ustanovljena je bila leta 1993.